# Campionati italiani estivi di nuoto 1905
I VII Campionati italiani di nuoto si sono svolti a Bracciano, nelle acque del lago, il 14 agosto e il 15 agosto 1905. Come l'anno precedente il programma, oltre alle gare dello stadio (185m) e del miglio (1852m)  ha previsto gare in più stili, alcuni non più usati in competizioni ufficiali, come il nuoto sul fianco e quello a bracciate. Lo stile "sul petto" è quello che oggi chiamiamo a rana. in aggiunta alle gare ufficiali, Emanuele Mantero ha vinto quella dei 50 metri e Mario Albertini quella del quarto di miglio, entrambe però non ufficiali.

## Podi
Sino al 1931 venivano usati cronometri precisi al quinto di secondo (0,2 sec.); i tempi sono stati riportati usando i decimi di secondo, ne segue che le cifre dei decimi appaiano sempre pari.
| Evento            | Oro              | Tempo  | Argento           | Tempo  | Bronzo         | Tempo  |
|                   |                  |        |                   |        |                |        |
| stadio            | Mario Albertini  | 3'23"2 | Amilcare Beretta  | 3'25"0 | Romeo Tofini   | 4'07"0 |
| miglio            | Mario Albertini  | 33'35" | Fernando Retacchi | 35'00" | Franco Amatore | 37'08" |
| Stili artistici   |                  |        |                   |        |                |        |
| 100 m a dorso     | Amilcare Beretta | 1'44"0 | Enrico Serventi   | 2'07"0 | Galletti       | 2'11"0 |
| 100 m sul fianco  | Amilcare Beretta | 1'25"0 | Nori              | 1'34"0 | ---            | ---    |
| 100 m sul petto   | Franco Amatore   | 1'35"0 | Mario Tofini      | 1'37"0 | ---            | ---    |
| 100 m a bracciate | Emanuele Mantero | 1'20"0 | Davide Cattaneo   | 1'25"0 | ---            | ---    |